# OB-Faltung

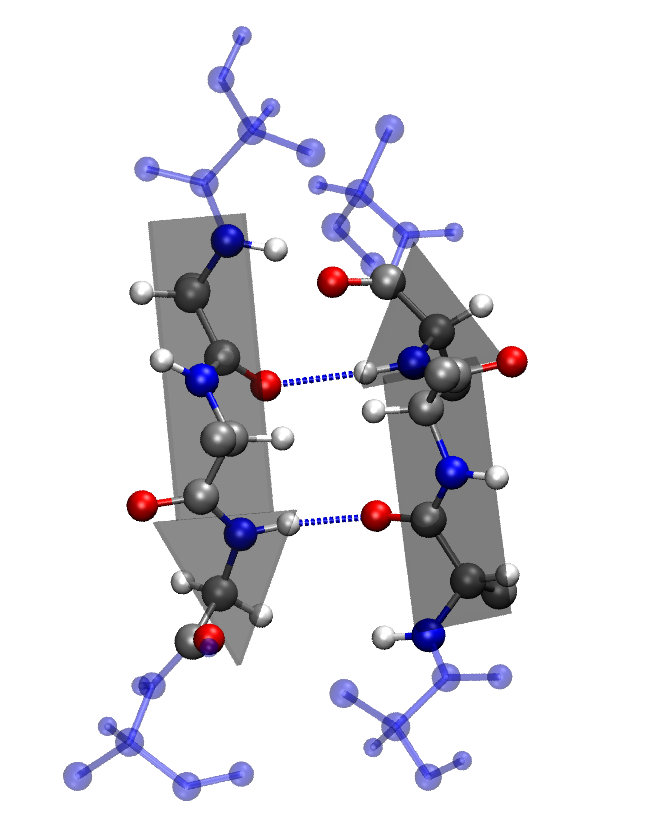
Darstellung eines β-Faltblattes. Die Atome der beteiligten Aminosäuren sowie die Wasserstoffbrücken sind undurchsichtig dargestellt.

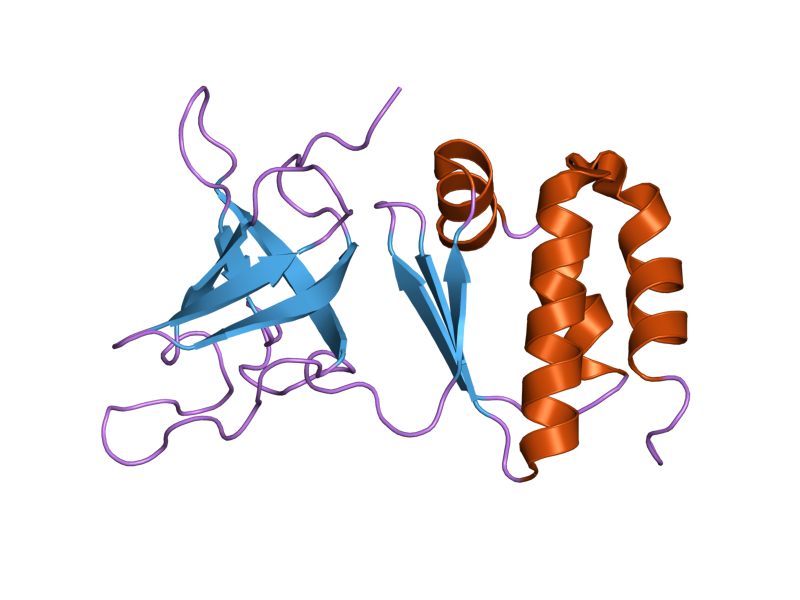
S1 Domäne des exosome components 3, Teil des humanen Exosome complex. Die OB-Faltung befindet sich in der Darstellung links.

Die OB-Faltung (engl.: OB-fold) bezeichnet eine Art der Proteinfaltung (Proteinstruktur).
Das Akronym leitet sich her von Oligonucleotide/Oligosaccharide Binding.
Diese sterische Proteinstruktur findet sich beispielsweise in Zellwänden und dient zur molekülspezifischen Interaktion, im weiteren Sinn zum Stoffwechsel und Informationsaustausch lebender Zellen.
Die OB-Faltung besteht aus fünf β-Faltblättern, die im Kreis angeordnet sind und so eine fassförmige Tertiärstruktur bilden, ein sogenanntes Beta-Barrel (β-barrel).
OB-Faltungen wurden in verschiedenen Proteinen wie z. B. Nucleasen und Synthetasen nachgewiesen und zeichnen sich untereinander durch eine geringe Sequenzhomologie, aber durch eine hohe Strukturhomologie aus. Dies bedeutet, dass sich die Aminosäuren-Abfolgen verschiedener OB-Faltungen stark voneinander unterscheiden können, sie aber dennoch eine ähnliche räumliche Struktur aufweisen.